# Drusilla rougemontiana
Drusilla rougemontiana (лат.) — вид жуков-стафилинид рода Drusilla из подсемейства Aleocharinae. Назван в честь Guillaume de Rougemont, коллектора типовой серии

## Распространение
Юго-Восточная Азия: Сабах (остров Калимантан, Малайзия).

## Описание
Мелкие коротконадкрылые жуки, длина около 5 мм. Тело блестящее, черновато-коричневое, брюшко желтовато-красное, свободный третий-шестой тергиты брюшка коричневые, усики черновато-коричневые с двумя базальными члениками и основанием третьего красновато-коричневые, ноги жёлтые. Второй членик усика короче первого, третий длиннее второго, четвертый-десятый поперечные. Глаза длиннее заглазничной области, если смотреть сверху. Тело лишено сетчатости, за исключением шестого свободного тергита, на котором сетчатость поверхностная. Пунктировка головы редкая и поверхностная, отсутствует на узкой продольной срединной полосе, на переднеспинке спереди сильная, по бокам тонкая, на надкрыльях очень поверхностная и чёткая. Антенны относительно длинные. Переднеспинка длиннее ширины, с широкой центральной бороздкой. Голова относительно небольшая и округлая, с чётко выраженной шеей и с очень коротким затылочным швом, оканчивающимся проксимальнее щеки.

## Систематика
Вид был впервые описан в 2014 году итальянским энтомологом Роберто Пачэ (1935—2017). Новый вид также похож на Drusilla sculpticollis, но отличается строением гениталий. Вид и род относят к подтрибе Myrmedoniina в составе трибы Lomechusini.